# Jean Charles Chandepie de Boiviers
Jean Charles Chandepie de Boiviers, né à Saint-Hélier (Jersey) le 30 mars 1764, mort à Paris le 29 juillet 1830 est un miniaturiste français, spécialisé dans le portrait.

## Biographie
Élève de David, il exposa au salon de Paris entre 1800 et 1827,, et à la Royal Academy de Londres, où il résida à cette époque, entre 1819 et 1823.
Il épousa à Paris le 3 juin 1807, Augustine Marie Victoire Denuelle (née en 1784), qui était la cousine germaine de Éléonore Denuelle de La Plaigne (1787-1868), maîtresse de Napoléon Ier et mère du premier enfant de celui-ci : Léon Denuelle, dit le Comte Léon (1806-1881).
De son mariage naquit Emmeline Sophie Chandepie de Boiviers (1815-1882), mariée en 1839 avec Antoine Prosper Lantenois, docteur en médecine, d'où deux fils qui furent autorisés en 1869 à s'appeler Lantenois Chandepie de Boiviers (avec postérité).
Faisant partie des personnes mortes lors des journées des 27, 28 et 29 juillet 1830, son nom est inscrit sur les tablettes du Panthéon et sur la colonne de Juillet.

## Œuvres exposées aux salons parisiens
- 1800 : ?
- 1802 : no 54. Un cadre renfermant des miniatures et études à  l'huile. No 55. Le portrait d'une vieille femme. No 56. Plusieurs Portraits sous le même numéro.
- 1808 : no 106. Un cadre renfermant trois miniatures.
- 1810 : no 154. Plusieurs portraits, même numéro.
- 1814 : no 188. Portrait en pied de M. le baron Bon, officier au régiment du roi, cuirassiers, fils du général de division, mort à St-Jean d'Acre.
- 1817 : no 145. Plusieurs miniatures, même numéro.
- 1827 : no 192. Portrait de Me. C. B.***. miniature.

## Critique contemporaine d'une œuvre exposée au salon de 1802
« CHANDEPIÉ-BOIVIERS, né à Jersey, Elève du cit David. n° 56. Un portrait de Femme tenant son fils sur ses genoux et s'appuyant sur un chien-de-chasse. Belle exécution et vérité agréable.
« Air : C'est ce qui me désole./
La mère, le fils et le chien,/
Dans ce portrait-ci tout est bien,/
C'est ce qui me désole ; (bis)/
Mais un aveugle du bon ton/
Dit que rien ne lui. paraît bon/
C'est ce qui me console. (bis.)/
Demain (le malheur est commun),/
Il sera jusqu'au soir à jeun,/
C'est ce qui me désole ; (bis)/
Mais, critique pour un écu,/
Son appétit sera vaincu,/
C'est ce qui me console. (bis.) »

— Anonyme, L'observateur au Muséum ou La critique des tableaux en vaudeville, Paris, Labarre, 1802, p. 5